# Literaturcafé Fakir Baykurt
Das Literaturcafé Fakir Baykurt war eine deutsch-türkische Literaturwerkstatt in Duisburg. Sie wurde 1992 von dem in Deutschland lebenden türkischen Schriftsteller Fakir Baykurt gegründet und bestand bis 2012.

## Geschichte
Das Literaturcafé wurde am 1. Juni 1992 im Internationalen Zentrum der Volkshochschule Duisburg gegründet. In den Programmblättern lautete die Beschreibung „Türkischer Autorentreff. Arbeitskreis mit Fakir Baykurt“. Das Ziel war es, literarisch interessierte Einwanderer aus allen Bildungsschichten zusammenzubringen. Daraus entwickelte sich eine zweisprachig (türkisch/deutsch) arbeitende Literaturwerkstatt. Die Teilnehmer und Teilnehmerinnen veröffentlichten bilinguale Anthologien, die das Literaturcafé herausgab. Nach dem Tod Baykurts (1999) erhielt die Werkstatt, die sich zuvor schlicht „Literaturcafé im IZ Duisburg“ nannte, den Namen ihres Gründers. Die Gruppe wurde seitdem von Mevlüt Asar geleitet und bezog sich literarisch auf die Gastarbeiterliteratur in den 1960er und 70er Jahren. Vornehmlich für türkische Kulturakteure der ersten Generation wurde das Literaturcafé bis 2012 weiter geführt. Der Schwerpunkt lag in der Weiterentwicklung des schriftstellerischen und pädagogischen Erbes Baykurts. Der Wunsch „einer nachhaltigen Fortführung und Entwicklung des Arbeitskreises, der Literaturwerkstatt oder des Literaturcafés“ wurde laut der wissenschaftlichen Autorin Nesrin Tanç nicht mehr erreicht.

## Autoren
Autoren der Literaturwerkstatt waren neben Fakir Baykurt unter anderen İlhan Atasoy, Mevlüt Asar, Sırrı Ayhan, Murat Karaaslan, Nazif Telek, Kemal Yalçın, Erol Yıldırım.

## Anthologien
Hrsg.: Literaturcafé Fakir Baykurt:
- Ren'e akan şiirler – Gedichte, die in den Rhein fließen, Schulbuchverlag Anadolu,  Hückelhoven 1994, ISBN 978-3-925206-91-7
- Aydınlığa akan şiirler (Gedichte, die in das Licht fließen), Schulbuchverlag Anadolu,  Hückelhoven 1997, ISBN 978-3-86121-066-5
- Dostluğa akan şiirler – Gedichte, die in die Freundschaft fließen, Verlag Anadolu, Hückelhoven 2003, ISBN 978-3-86121-214-0
- Söz ucar, yazı kalır: Das gesprochene verfliegt, das geschriebene bleibt, Dialog Edition, Duisburg 2009, ISBN 978-3-9812594-2-1